# Hiéroglyphe égyptien A2
Le hiéroglyphe égyptien A2 (homme assis main à la bouche) est classifié dans la section A « L'Homme et ses occupations » de la liste de Gardiner ; il y est noté A2.

## Représentation
Il représente un homme accroupi, en génuflexion, main droite à sa bouche et bras gauche pendant.

## Utilisation
C'est un déterminatif des verbes d'action lié au divers usages de la bouche (manger, parler…) et, par extension, les actions intellectuels (penser, entendre…). 

## Exemples de mots
| U7 · r | A2 |

| U7 · r | A2 |

| H | W14 | z · y | A2 |

| H | W14 | z · y | A2 |

| z | b | i | A2 |

| z | b | i | A2 |